# Feronia (planetka)
(72) Feronia je planetka nacházející se v hlavním pásu asteroidů. Její průměr činí asi 86 km. Byla objevena 29. května 1861 německo-americkým astronomem C. H. F. Petersem.